# Gâteau roulé
Cet article concerne le gâteau basé sur une génoise. Pour les autres significations, voir Roulé (homonymie).
Un gâteau roulé ou roulé en anglais Swiss roll ou roll cake est un enroulement de génoise et de crème fouettée, de confiture ou de glaçage.
Les origines du terme restent floues. Malgré son nom anglais Swiss roll, le gâteau aurait été fabriqué en Europe centrale, en Autriche. Il semble avoir été inventé au XIXe siècle à la même période que le gâteau de Battenberg, les beignets et le sponge cake.
La forme de spirale du gâteau roulé a été à l'origine de l'utilisation des termes Swiss roll et jelly roll en anglais comme terme descriptif dans d’autres domaines tels que l’optique, les repliement jelly roll ou les batteries jelly roll.

## Histoire

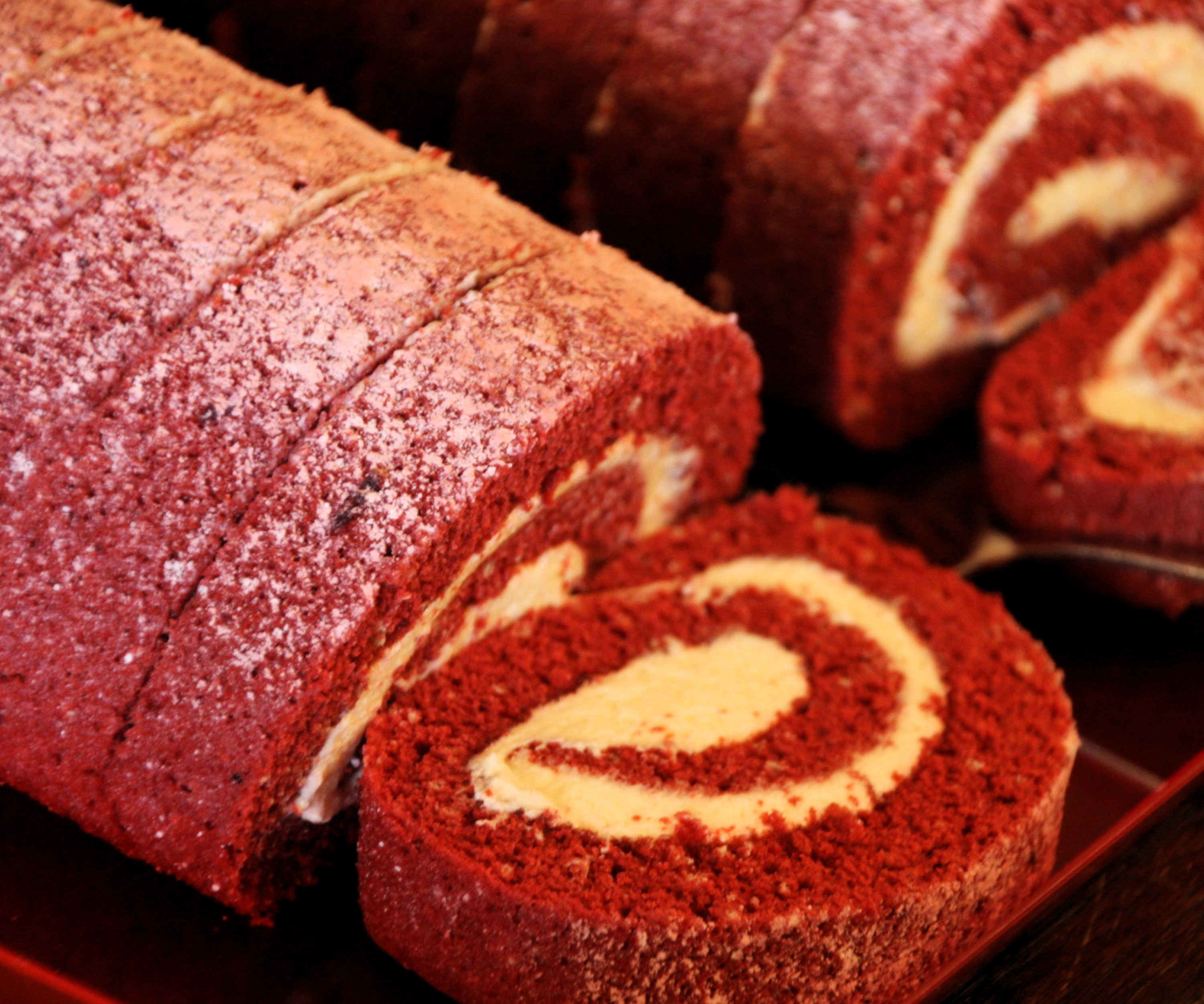
Un gâteau roulé red velvet fourré à la crème au beurre.

La référence la plus ancienne publiée pour un gâteau roulé fourré à la confiture se trouve dans le Northern Farmer, un journal publié à Utica en décembre 1852. La recette nommée « To Make Jelly Cake » (faire un gâteau à la confiture) décrit un gâteau roulé moderne : « Faire cuire au four rapidement et à forte chaleur avec la confiture. Rouler soigneusement, et l'envelopper dans un chiffon. Une fois refroidi, couper en tranches pour servir. »
La terminologie a évolué plusieurs fois aux États-Unis. De 1852 à 1877, ce dessert s'est appelé jelly cake (1852), roll jelly cake (1860), Swiss roll (1872), jelly roll (1873) et rolled jelly cake (1876). Le nom « gâteau roulé » est le terme utilisé en français, tout en cohabitant avec les dénominations anglaises[réf. nécessaire].
L'origine du terme Swiss roll est inconnue. La première référence dans un article lié à la cuisine est apparue en Royaume-Uni dans le Birmingham Journal du samedi 10 mai 1856, à la page 8, dans une annonce de Thomas Richards du 71, New Street, Birmingham, qui évoque « […] la clientèle lui fait confiance depuis quatorze ans pour réaliser les célèbres Pork Pies, Swiss Rolls, French Pies, German & Genoa Cakes, Grantham et autres Ginger Bread avec lesquels il défie toute concurrence […] ». On en déduit que le Swiss roll pourrait dater de 1842 en Angleterre.
La mention d'un gâteau roulé apparaît sur une facture datée du 18 juin 1871, publiée dans le livre A Voyage from Southampton to Cape Town, in the Union Company’s Mail Steamer “Syria”, paru à Londres en 1872. Une recette de Swiss roll est également apparue aux États-Unis la même année dans The American Home Cook Book, publié à Détroit en 1872.
Plusieurs livres de cuisine des années 1880 à 1890 parus à Londres ne font usage que du nom Swiss roll.
Le livre de cuisine American Pastry Cook publié à Chicago en 1894 présente une recette de base de gâteau roulé à la confiture, ainsi qu'une liste de ses variantes comprenant Swiss roll, Venice roll, roulé à la parisienne, roulé au chocolat et gâteaux roulés décorés.

## Variantes par pays

### Amérique latine
En Colombie, un gâteau roulé est appelé pionono ou brazo de reina (« bras de la reine ») et garni de dulce de guayaba (« confiture de goyave ») ou d'arequipe. En Argentine, en Uruguay et au Pérou, il est aussi appelé pionono, et garni de dulce de leche manjar blanco (« confiture de lait blanche »). Au Chili, il est appelé brazo de reina et est garni de dulce de leche et saupoudré de sucre glace.
Il est appelé brazo de gitano à Porto Rico et au Venezuela, mais il existe de nombreuses garnitures comprenant de la crème, des truffes au chocolat, du dulce de guayaba, du dulce de leche manjar blanco, souvent avec des fruits incorporés. Il est appelé rocambole au Brésil. Au Mexique, il est appelé nino envuelto (« enfant enveloppé »). En Équateur, il est appelé brazo gitano (« bras de gitane »).

### Asie

#### Asie du Sud-Est
Les variantes d'Asie du Sud-Est y incorporent du kaya, du pandan, de la myrtille de la fraise, de la patate douce, du taro, de la vanille, de l'orange, du chocolat, de la framboise et des fruits locaux comme le durian, le cempedak et la mangue.

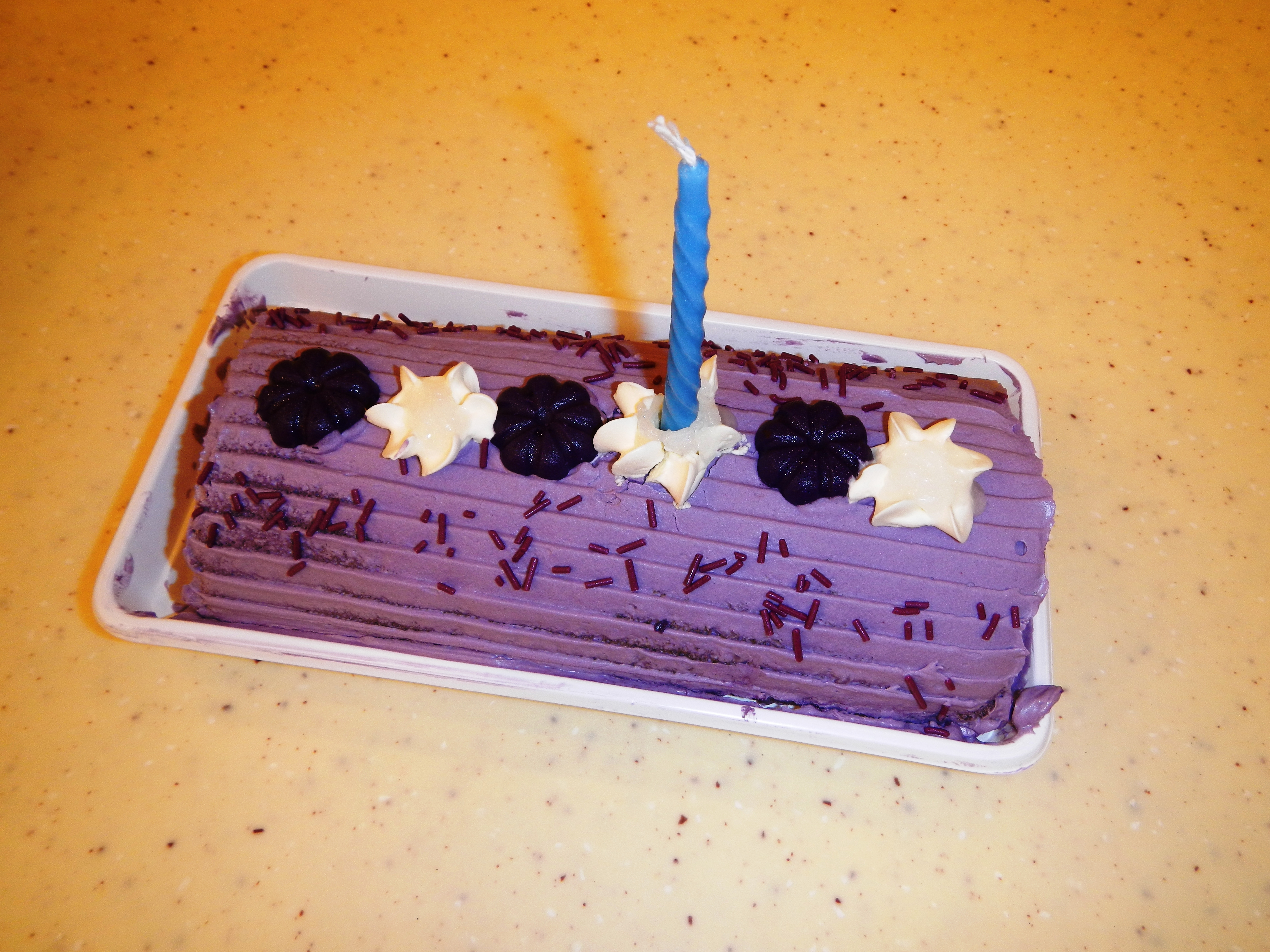
Pianono de yam philippin à l'ube et au macapuno.

##### Indonésie
En Indonésie, le gâteau roulé est appelé bolu gulung. La plupart des boulangeries vendent des gâteaux roulés tous les jours, garnis de  crème au beurre, de fromage ou de confiture. Les gâteaux y sont couramment vendus à la tranche mais peuvent être vendus en rouleaux.

##### Philippines
Aux Philippines, la pâtisserie traditionnelle proche du gâteau roulé est le pianono ou pionono,qui fait partie des gâteaux couramment vendus dans les boulangeries depuis la période coloniale espagnole. Il s’agit d’une variante laminée des gâteaux roulés philippins traditionnels appelés mamón, composés d'un mélange de sucre et de beurre ou de margarine. Les versions modernes sont couramment recouvertes de glaçage et incluent divers remplissages. Une variante populaire est la version pianono du ube cake généralement appelé ube rolls (« roulés à l'ube »). Il est garni avec de l’ube (yam violet) et du macapuno, ce qui lui donne une couleur caractéristique violette vive. Les pianono à la mangue ou « roulés à la mangue », une variante du mango cake, sont également populaires et sont préparés avec des mangues mûres de Carabao et de la crème. Le brazo de Mercedes (« bras de Notre-Dame de la Miséricorde ») est un autre pianono traditionnel composé d'un enrobage de meringue molle et d'un cœur de crème pâtissière. Les pianonos sont plus communément appelés cake rolls au XXe siècle en raison de l'influence américaine,,,.

#### Hong Kong

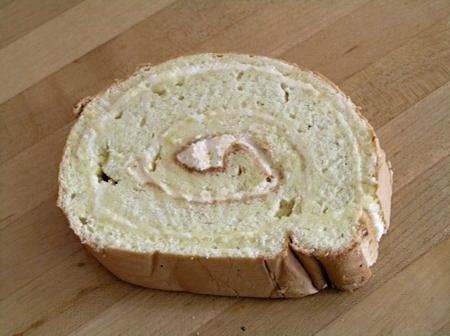
Le gâteau roulé façon Hong Kong semble identique à son homologue occidental mais son goût est plus léger.

Le Royaume-Uni semble être à l'origine de ce gâteau car Hong Kong était un territoire britannique du XIXe siècle à 1997. Le gâteau est vendu frais du jour et n'est pas pré-emballé dans les boulangeries locales vendant des pâtisseries chinoises. Il en existe plusieurs variantes populaires. Ce gâteau était déjà vendu avec les pâtisseries chinoises traditionnelles avant l'arrivée des boulangeries à l'occidentale.
- Swiss roll (en chinois : 瑞士卷 ou 瑞士卷蛋糕). L'épaisseur de gâteau est faite à partir d'une recette classique et est garni de crème chantilly.
- Swiss roll au chocolat (en chinois : 朱古力瑞士卷). L'épaisseur de gâteau est composée d'un mélange d'œufs et de chocolat et est garni de crème chantilly.
- Certaines boulangeries offrent leurs propres variantes telles que des roulés composés d'une spirale d'œufs et de chocolat ou d'autres garnitures aux fraises, au café ou à l'orange[11].

##### Quartiers chinois à l'étranger
La plupart des boulangeries américaines dans les quartiers chinois vendent la version originale des gâteaux roulés de Hong Kong. Le tiger roll (en français « gâteau tigré ou gâteau du tigre ») est une variante très populaire des boulangeries chinoises aux États-Unis. Il a un visuel comportant des rayures dorées aromatisées au café, est couleur chocolat ou pâle suivant sa préparation et est garni avec une crème fouettée.

#### Inde
En Inde, les gâteaux roulés sont appelés jam rolls (« roulés à la confiture » en français).

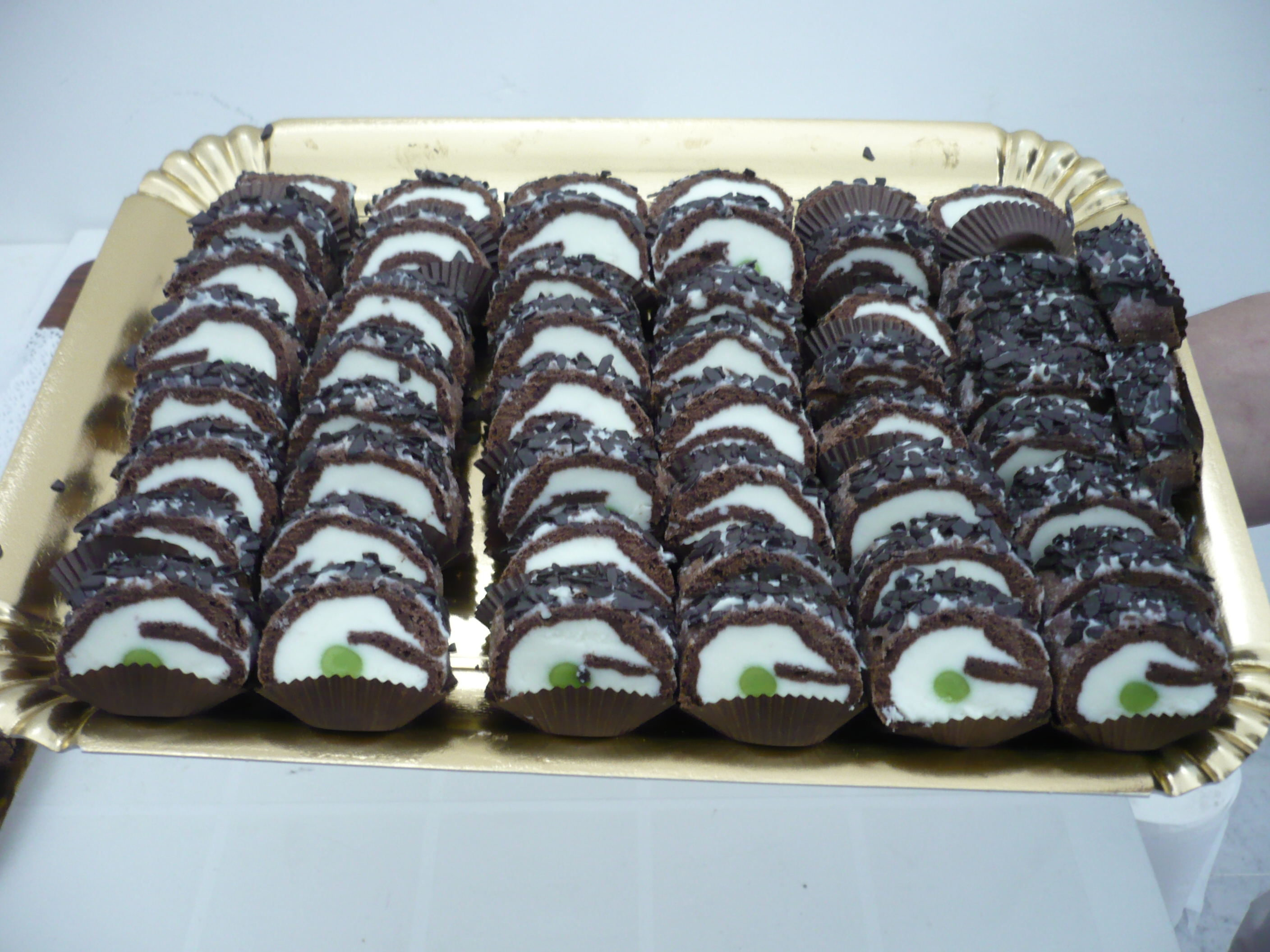
Rollò nisseno italien.

#### Japon
Au Japon, les gâteaux roulés sont appelés roll cake. Ils sont garnis de crème fouettée, certaines variantes y incorporant des fraises.

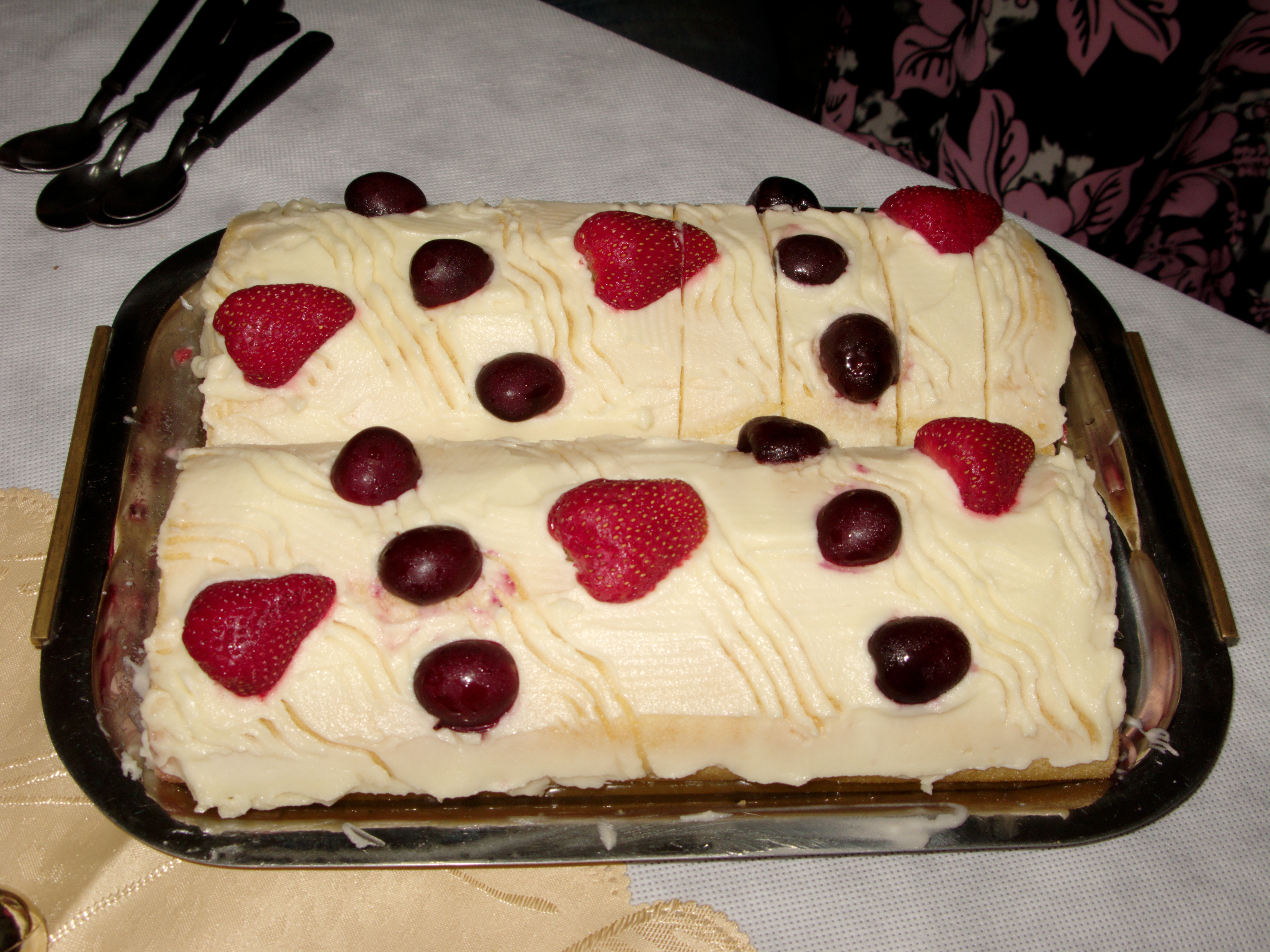
Piononos argentin.

### États-Unis
Les chefs pâtissiers américains et les menus des restaurants gastronomiques utilisent le terme français « roulade ». Le roulé au chocolat, parfois appelé « bûche au chocolat », [réf. nécessaire] est un dessert populaire. Les marques de boulangerie industrielles Ho Hos et Yodels font des gâteaux roulés individuels disponibles couramment. Lorsque la garniture est composée de crème glacée ils sont appelés « roulés à la crème glacée » et sont majoritairement composés d'un gâteau au chocolat enroulé avec de la glace à la vanille.

### Europe

#### Espagne
En Espagne, le dessert s'appelle brazo de gitano (bras de gitan) et est garni de crème ou de truffe au chocolat.

#### France
La bûche de Noël est un gâteau traditionnel de Noël d'origine française. Il s'agit d'un gâteau roulé, généralement un gâteau au chocolat, garni de crème fouettée au chocolat et décoré de sucre glace pour ressembler à un tronc d'arbre enneigé. Il existe de nombreuses variantes de ce gâteau, y compris certaines qui ne sont pas des gâteaux mais qui sont faites de sorbet, de glace ou de créations élaborées, offrant une multitude de combinaisons de saveur.

#### Italie
En Sicile, dans la région de Caltanissetta, il existe un gâteau à base de génoise ciccolato (chocolat), de ricotta et de massepain appelé le rollò (du français « roulé »),.

#### Pays nordiques
Au Danemark, en Norvège et en Suède, les gâteaux roulés sont appelés roulade, rullade ou rulltårta. Un autre nom norvégien est rullekake.
En Suède, les gâteaux roulés s'appellent rulltårta et en Finlande kääretorttu (tous deux signifiant gâteau roulé). Le gâteau est généralement servi avec du café. La garniture est composée de crème au beurre et de confiture de fraises. La variante au chocolat appelée drömrulltårta (« roulé de rêve ») est composée de fécule de pomme de terre au lieu de farine de blé traditionnelle et garni de crème au beurre. On trouve des versions plus élaborées de gâteaux roulés dans les boulangeries avec, par exemple, de la crème fouettée et une banane broyée roulée au centre ou certains ressemblant à une grume de bouleau grâce à un fin revêtement de massepain.

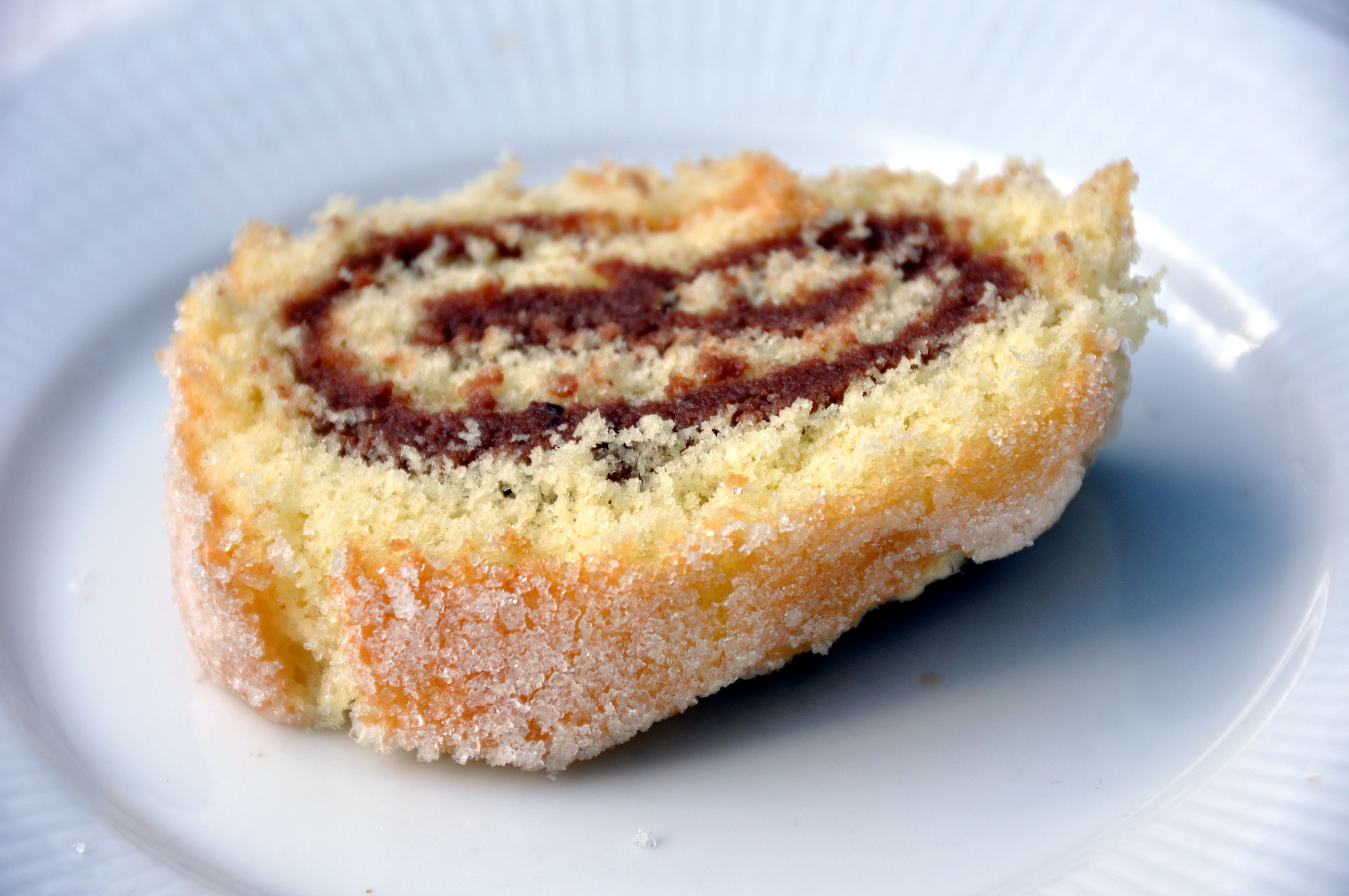
Tranche de brazo de gitano.

#### Portugal
Au Portugal, les desserts appelés tortas sont des gâteaux roulés à la confiture souvent servis en restaurant et ne sont ni des tartes ni similaires à la Torte allemande malgré leur orthographe proche.

#### République tchèque
En République tchèque, le Swiss roll est appelé piškotová roláda.

#### Royaume-Uni
Au Royaume-Uni, les gâteaux roulés sont consommés en accompagnement d'un thé ou en dessert. Différentes variantes sont vendues dans les supermarchés britanniques, comme les roulés au chocolat, au citron ou à la confiture et ont des couleurs différentes. Les gâteaux roulés à la confiture sont garnis à la crème, saupoudrés au sucre glace. Les roulés au chocolat sont préparés avec la même recette que la version des États-Unis. Le jam roly-poly (gâteau roulé à la confiture) est similaire mais réalisé comme un suet pudding (pudding cuit vapeur, bouilli ou au four) fourrée à la confiture et servi chaud avec une crème anglaise.

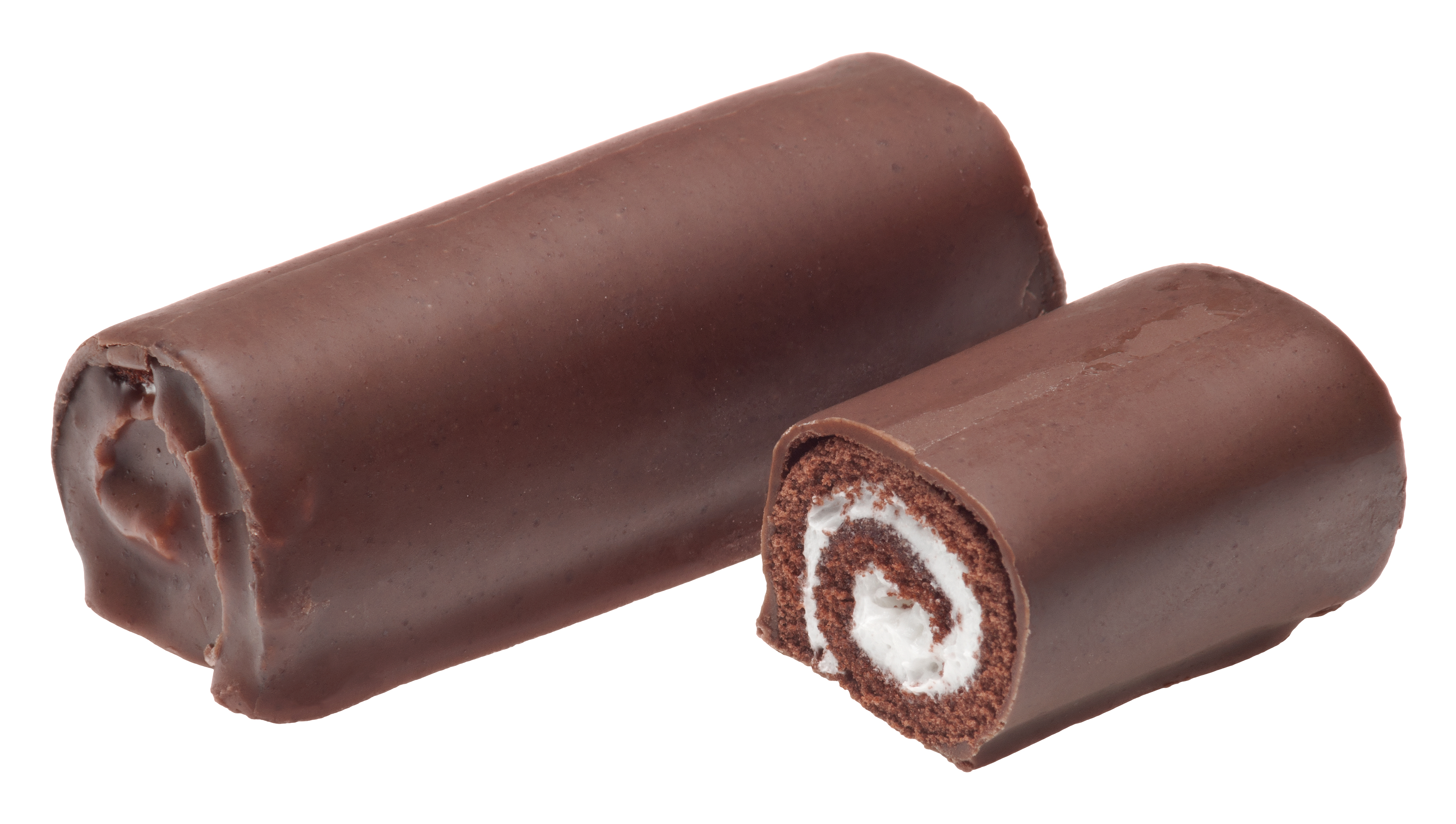
Roulés au chocolat McKee.

#### Suisse
En Suisse, il est nommé Biskuitroulade ou Roulade en suisse allemand, « gâteau roulé » ou « roulade » en français et biscotto arrotolato en italien. Malgré son nom, le gâteau roulé aussi appelé Swiss roll n’est pas originaire de Suisse.